# Eugène Le Moignic
Eugène Le Moignic est un homme politique français né le 2 mai 1875 à Toulon (Var) et décédé le 1er août 1947 à Paris.
Il est sénateur gauche démocratique des établissements français de l'Inde de 1928 à 1940.

## Sources
- Jean Jolly (dir.), Dictionnaire des parlementaires français, Presses universitaires de France